# 小笠原貞頼
小笠原 貞頼（おがさわら さだより、生年不詳 - 寛永2年（1625年））は、安土桃山時代の武士。通称は、彦七郎・又七郎、民部少輔。徳川家の家臣で、小笠原諸島の発見者と伝えられる。
信濃国守護の小笠原長時の孫（曾孫説もあり）、小笠原長隆の次男、松本城（深志城）城主・小笠原貞慶の甥にあたるとされる。

## 出自
後世（江戸時代中）に製作された小笠原氏の系図『小笠原家譜』では、当時の小笠原氏当主は、天正7年（1579年）に父の長時から家督を相続した三男の貞慶で、父に先立って戦死した長隆の弟である、とされている。
『寛政重修諸家譜』によれば、同じく庶流であった遠江国高天神城城主小笠原長忠（信興）が元亀2年（1571年）3月、武田信玄に攻められた時に小笠原長隆・貞慶兄弟が同族と見られる「民部貞頼」とともにその救援に向かったという記録が残っている。また同時期の他史料にも「小笠原民部大輔」という人物が徳川氏に仕えていたという記録がある。ここから「民部貞頼」＝「小笠原民部大輔」＝小笠原貞頼と考えて実在説を唱える人もいる。
近年では、天正10年（1582年）7月に天正壬午の乱で甲州入りした徳川家康が市川に逗留中、大聖寺（身延町）へ「小笠原貞頼」を代参させ戦勝祈願したという記述が発見されている。
その他、幕府の船手頭であった小笠原信元（幡豆小笠原氏）と同一視する見解もあるが、確証はない。

## 小笠原諸島の発見
『小笠原民部記』によれば永禄7年（1564年）に同族の幡豆小笠原氏を頼って三河国に移住した後、宗家に比べて早い段階で徳川家康に臣従した。文禄2年（1593年）、文禄・慶長の役の帰陣に際して、「貞頼は小田原の陣以来数度の戦功にもかかわらずいまだ本地に帰らず、家臣の禄も不足しているであろうから、しかるべき島山があれば見つけ次第取らすであろう」との証文を家康から得て、南海探検に船出した。この探検によって貞頼は3つの無人島を発見し、豊臣秀吉から所領として安堵されたとされている。また、小笠原村父島字扇浦には、貞頼を祀る小笠原神社がある。
享保12年（1727年）、貞頼の子孫を自称する浪人の小笠原貞任は、『巽無人島記』の記述をもとに貞頼の探検事実の確認と島の領有権を求め、江戸幕府に「辰巳無人島訴状幷口上留書」を提出して訴え出た。「辰巳無人島訴状幷口上留書」には父島、母島、兄島などの島名が記されており、各島の島名の由来となった。またこれらの島々が小笠原貞頼にちなんで小笠原島と呼ばれるのはこれ以降のことである。貞任の訴えにより幕府は一度渡航を許可したものの、奉行所が再度調査した結果、貞任は享保20年（1735年）に身分詐称による追放処分を受けた。